# La crisis causó 2 nuevas muertes
La crisis causó dos nuevas muertes es un documental argentino de 2006. Analiza mediante entrevistas el papel que desempeñaron los medios masivos de comunicación, en especial el diario Clarín, luego del asesinato de los piqueteros Maximiliano Kosteki y Darío Santillán, el 26 de junio de 2002, por parte de integrantes de la Policía Bonaerense.
Fue dirigido por Patricio Escobar y Damián Finvarb, tiene una duración de 85 minutos y toma su nombre del titular principal que publicó Clarín en su tapa del día siguiente a los asesinatos, cuando sabiendo que los asesinatos habían sido cometidos por integrantes de la Policía Bonaerense, pues el diario tenía fotos en su poder que así lo probaban, no las publicó y achacó las muertes a "la crisis".